# 伯爾扎鄉
44°20′N 24°47′E / 44.333°N 24.783°E
伯爾扎鄉（羅馬尼亞語：Comuna Bârza, Olt），是羅馬尼亞的鄉份，位於該國南部，由奧爾特縣負責管轄，面積19平方公里，海拔高度130米，2007年人口2,637，人口密度每平方公里141人。